# Große Moschee von Mopti

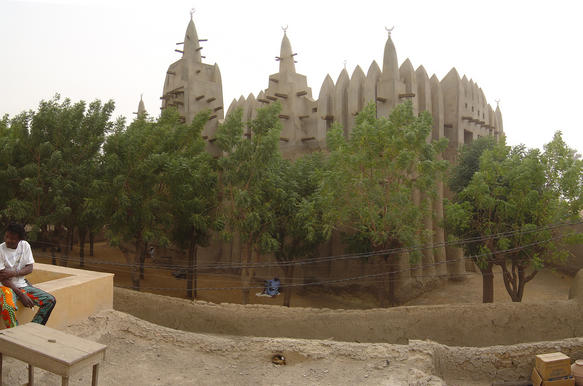
Die Große Moschee von Mopti

Die Große Moschee von Mopti, auch Moschee von Komoguel genannt, wurde zwischen 1933 und 1935 im Sudanstil an Stelle einer früheren, 1908 entstandenen Moschee in der malischen Stadt Mopti errichtet. Erstellt wurde sie von Maurern aus Djenné im frühislamischen Stil einer Hofmoschee.
Etwa 31 Meter lang und 17 Meter breit, ist sie aus „Banco“, dem Flusslehm des Niger, errichtet. Sie entspricht einer verkleinerten Nachbildung der berühmten Großen Moschee von Djenné. Das Betraumgebäude umfasst eine Fläche von 530 Quadratmetern. Dieses ist als Queranlage konzipiert und liegt in exzentrischer Stellung im Hof. Der Innenraum ist durch acht Längs- und vier Transversalschiffe gegliedert. Der Mihrāb-Turm ist 17 Meter hoch, etwas kleiner ein Seitenturm mit 13,5 Metern. 2 Straußeneier dekorieren als Abschluss den Zentralkegel.
Die Moschee befand sich 1976 in einem ordentlichen Zustand mit lediglich geringen Erosionsspuren. Eine 1978 durchgeführte Restaurierung führte zu Ausbesserungen mit Zement. Diese vertrug sich mit dem traditionellen Lehmmaterial nicht, denn es entstanden Risse durch eindringendes Wasser. 2004 wurde die Moschee mit Mitteln der Aga-Khan-Stiftung erneut und im traditionellen Stil mit Flusslehm restauriert. 2005 wurde die Moschee in die Reihe der Nationalen Monumente von Mali aufgenommen.

## Kontext
Der Begriff "sudanesisch" taucht im frühen 20. Jahrhundert nach der französischen Eroberung des Westsudan auf und bezog sich auf westafrikanische Regionen, darunter Mauretanien, Mali, Burkina Faso, den Norden der Elfenbeinküste und Ghana, popularisiert durch französische Medien und koloniale Ausstellungen. Diese Moscheen, die in den genannten Ländern zu finden sind, sind mit dem Transsaharahandel verbunden und weisen typischerweise eine Lehmziegelkonstruktion mit dekorativen Elementen wie Toron, Strebepfeilern und Fialen auf. Diese als "Moscheen der Nigertäler" bekannten Bauwerke zeigen verschiedene architektonische Stile, die von der Geschichte der Subsahara, politischen Expansionen und der Verbreitung des Islam durch Handelsnetze beeinflusst wurden.

## Bautechnik
Im Gegensatz zu ostafrikanischen Moscheen sind die Bautechniken westafrikanischer Moscheen aufgrund ihrer fortgesetzten Verwendung während der Kolonialzeit gut dokumentiert. Spezialisten oder kollektive dörfliche Bemühungen, oft unter der Leitung erfahrener Maurer, waren am Bau beteiligt, mit einer umfassenden Beteiligung, die die traditionellen Geschlechterrollen widerspiegelt. Diese Moscheen, die vor allem in den Tälern des Niger zu finden sind, bestehen aus einer Lehmbauweise mit hölzernen Verstärkungen und befinden sich in der Regel im Zentrum von Städten oder Dörfern.